# Unsan
Unsan est un chef-lieu d'arrondissement (gun) du Pyongan du Nord, en Corée du Nord, situé à 150 km au nord de Pyongyang.

## Géographie

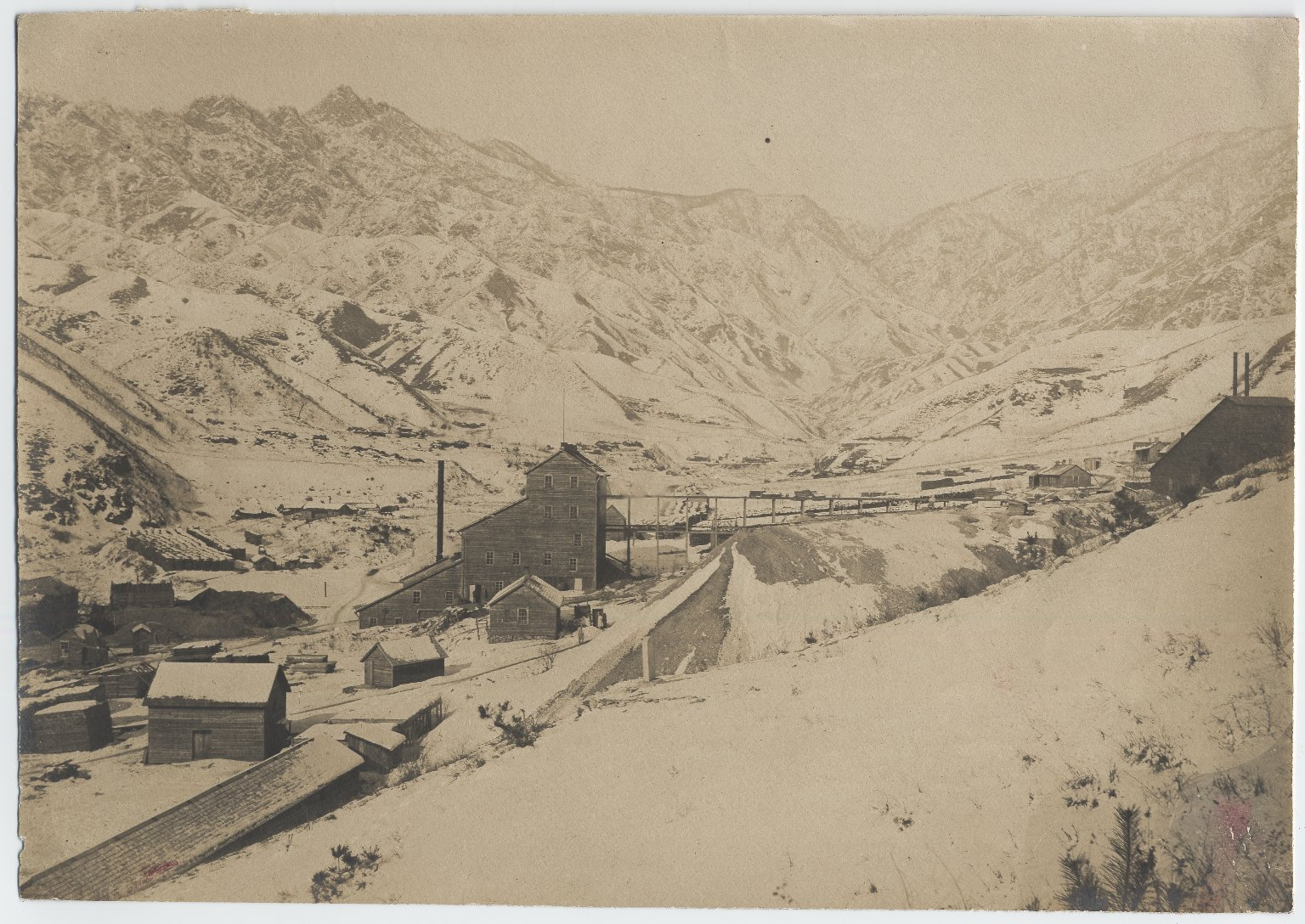
Le camp de Tabowie pendant l'hiver 1908

L'arrondissement d'Unsan occupe le bassin supérieur du Kuryong (125,6 km), un affluent du Chongchon et qui reçoit les eaux de l'Uhyon à Unsan-up  et du Joyang à Kuup-ri. C'est une région montagneuse traversée par la chaine des Pinandok qui culmine à 1317 m d'altitude. Les plus grandes montagnes se trouvent dans le nord avec le Tongrimsan (동림산, 1165 m), le Taebawibong (대바위봉, 1025 m) et le Kubongsan (구봉산, 881 m), où le Kuryong prend sa source. Il y a des sources chaudes à Unsan-up et à Uje,. Le chef-lieu Unsan-up est à 110 m d'altitude et Pukjin à 190 m.
Unsan est soumis à un climat continental avec des étés humides et une forte amplitude thermique (Dwa selon Köppen). Les températures mensuelles moyennes varient entre -10,8 °C en janvier et 23,1 °C en aout. Il peut geler de la fin septembre à la mi-mai et les températures record vont de -32,9 °C (14 janvier 1985) à 36,4 °C (2 août 1968). Les précipitations annuelles sont proches de 1400 mm ce qui en fait une des régions les plus arrosées du pays.
L'arrondissement est couvert à 73% par la forêt, essentiellement des pins et des chênes et, par endroits, des mélèzes, des pins blancs, des châtaigniers et des acacias.
Les terres agricoles sont occupées à 70% par des champs (maïs, soja, sorgho, orge, sarrasin) et à 20% par des rizières, principalement près des rivières. L'industrie des machines-outils est particulièrement forte, tout comme l'industrie forestière et minières.

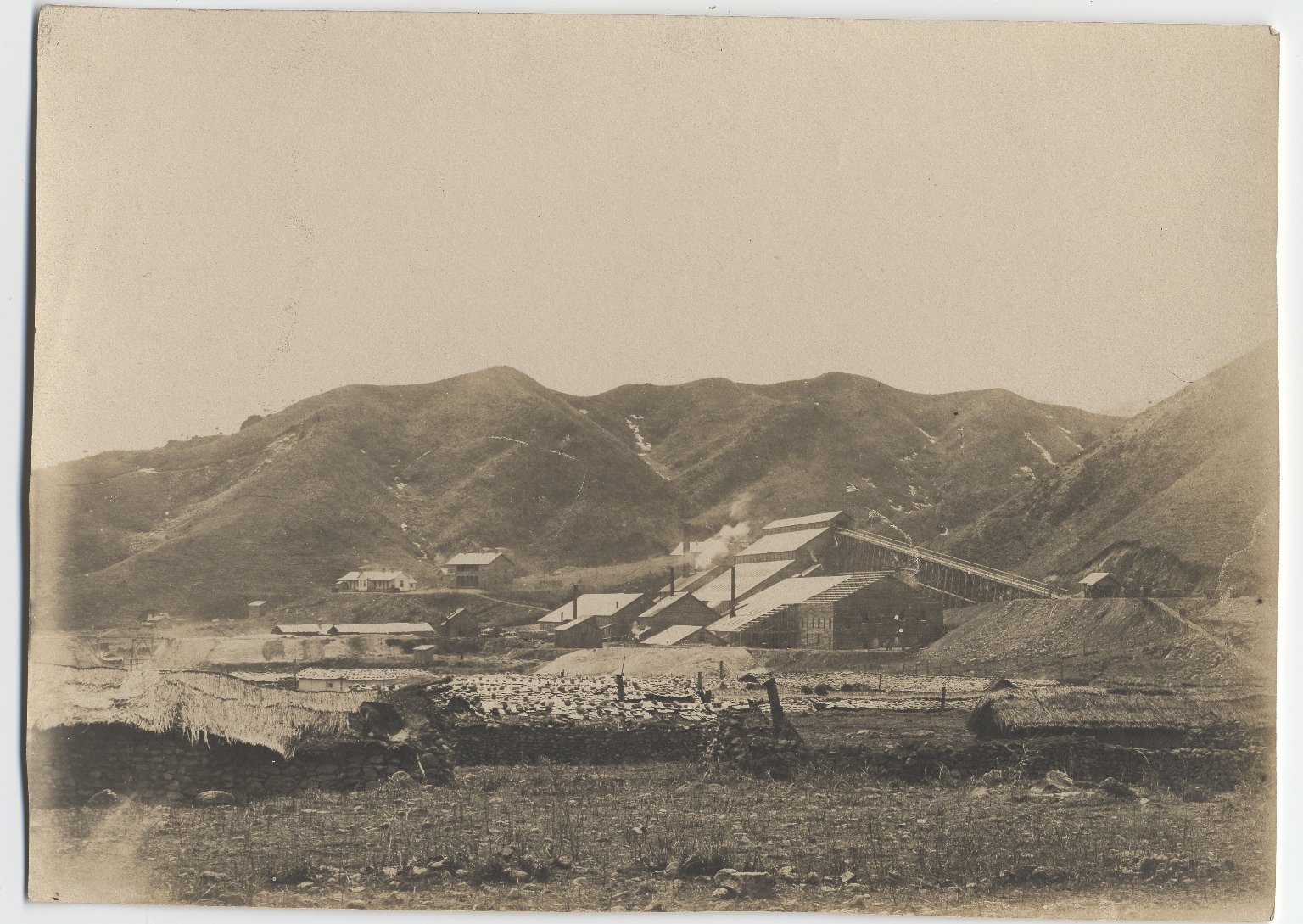
La mine de Taracol vers 1908

Les mines d'or d'Unsan faisaient partie des plus lucratives en Asie. Une entreprise américaine, l'Oriental Consolidated Mining Company, a géré la concession de 1898 à 1939, date à laquelle l'administration japonaise l'a forcée à partir. Elle devait en grande partie sa rentabilité aux bas coûts de la main d’œuvre coréenne: en 1908, les 5000 mineurs coréens étaient payés 25 cents par jour pour 10 heures de travail. Dans le même temps, les 600 travailleurs chinois recevaient 30 cents par jour, les 100 Japonais 1 dollar et les 75 Américains plus de 5 dollars.

## Subdivisions administratives

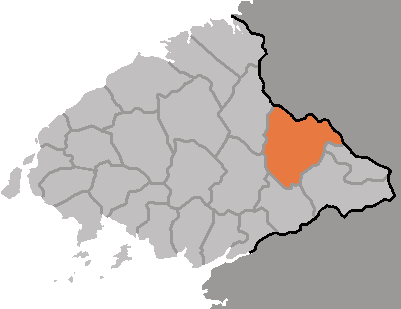
Position de l'arrondissement d'Unsan au sein du Pyongan du Nord

Le découpage actuel de l'arrondissement d'Unsan résulte essentiellement de la réforme réalisée en décembre 1952 et de l'absorption de l'arrondissement de Pukjin en 1954. A cette occasion, le siège de l'arrondissement a été transféré de Kuup-ri à Onjong-ri. En 1985, il a été agrandi temporairement par les villages de Kudu-ri (구두리), Haso-ri (하서리) et Sangso-ri (상서리) détachés de 1985 à 1989 de l'arrondissement de Hyangsan, ainsi que par Unbong-ri (운봉리), Ripsong-ri (립석리) et Josan-ri (조산리) de 1985 à 1996. En 2003, il rassemble un bourg (up), un district de travailleurs (rodongjagu) et 27 villages (ri). Avec 102 928 habitants (2008) sur 865,5 km², la densité est de 119 hab/km².
- Unsan-up (운산읍), appelé Onjong-ri avant 1954.
- Pukjin-rodongjagu (북진로동자구)
- Jein-ri (제인리)
- Jonsung-ri (전승리)
- Joyang-ri (조양리)
- Jwa-ri (좌리)
- Hwaung-ri (화응리)
- Kosong-ri (고성리)
- Kuup-ri (구읍리), appelé Unsan avant 1954
- Masang-ri (마상리)
- Majang-ri (마장리)
- Namsan-i (남산리)
- Nitham-ri (니탑리)
- Pango-ri (방어리)
- Pongji-ri (봉지리)
- Puhung-ri (부흥리)
- Phungyang-ri (풍양리)
- Phyonghwa-ri (평화리)
- Ryongho-ri (룡호리)
- Ryonghung-ri (룡흥리)
- Samsan-ri (삼산리)
- Sangwon-ri (상원리)
- Songbong-ri (성봉리)
- Tangsang-ri (당상리)
- Tochong-ri (도청리)
- Ungbong-ri (응봉리)
- Wolyang-ri (월양리)
- Yong'ung-ri (영웅리)
- Yonha-ri (연하리)

## Histoire et culture

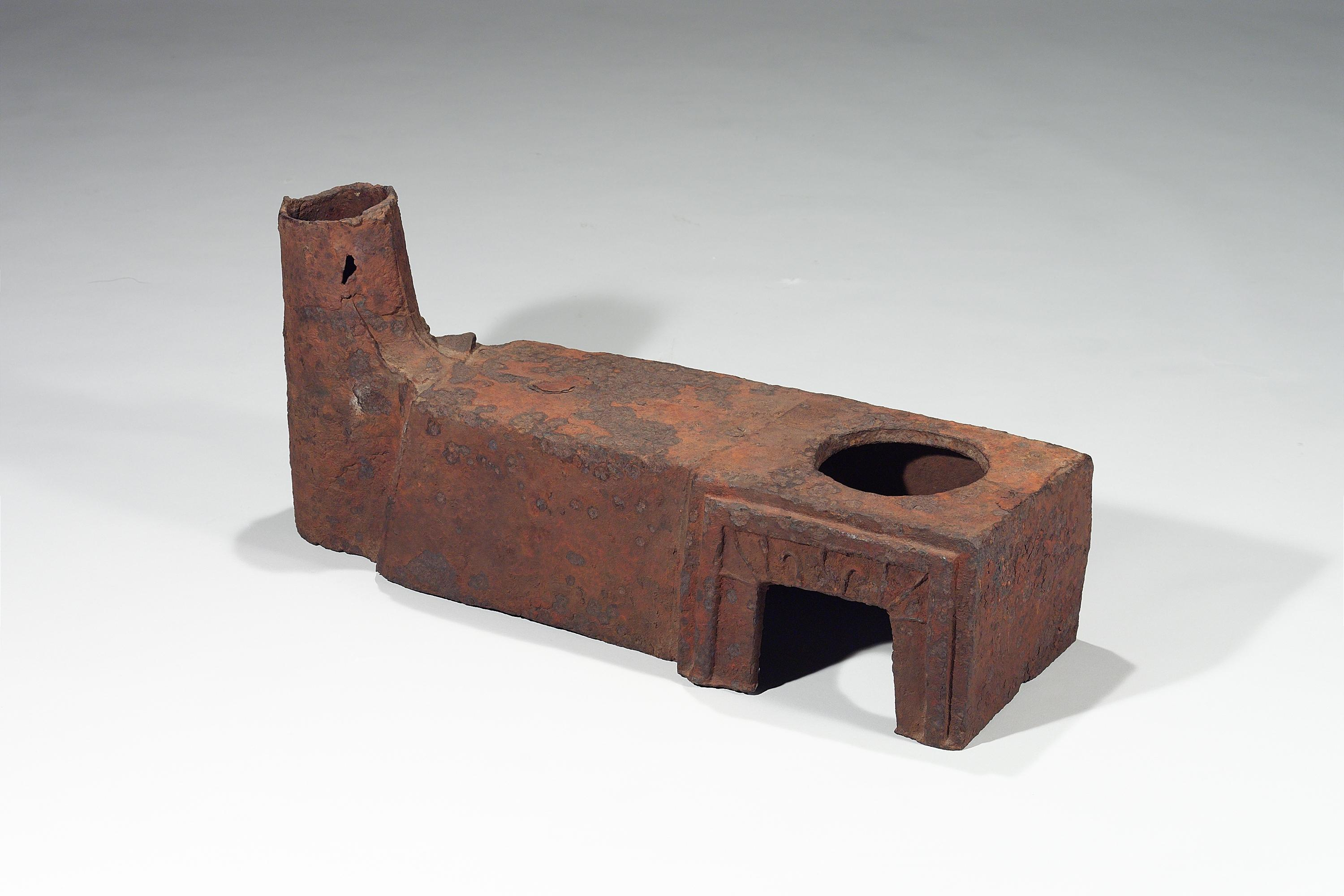
Fourneau en fer trouvé dans une tombe de Ryongho-ri

Des tombes datant de l'époque du Koguryo (37-668) ont été découvertes à Ryongho-ri. Une autre est considérée comme étant celle de Wiman de Gojoseon (vers -194).
Les batailles d'Onjong et d'Unsan qui se sont déroulées à la fin octobre 1950 ont marqué le début de la contre-offensive chinoise pendant la guerre de Corée.
Lee Tai-Young (en) (1914-1998), la première juge coréenne, est née à Pukjin. Son père est mort dans un accident à la mine d'or.